# Hurlingham
Hurlingham ist eine Stadt in Argentinien und die Hauptstadt des Partido Hurlingham in der Provinz Buenos Aires, sie liegt im westlichen Teil des Großraums Gran Buenos Aires. 2010 lag die Einwohnerzahl bei 60.275.

## Geschichte
Hurlingham hat eine lange Geschichte, die sich über fast 140 Jahre erstreckt. Seit ihrer Gründung haben verschiedene ethnische Gruppen zu ihrer Geschichte beigetragen, darunter solche britischer, deutscher, italienischer und spanischer Abstammung. Die Stadt begann mit der Gründung des Hurlingham Clubs, einem Sport- und Gesellschaftsverein. Der Hurlingham Club wurde 1888 von der englischen Gemeinde in der Gegend gegründet in Anlehnung an den ursprünglichen Hurlingham Club, der in Fulham (Vereinigtes Königreich) gegründet wurde. Laut der Geschichte des Hurlingham Clubs wurde der Name von Hurlingham House, dem Haus des Clubgründers, geerbt, das ursprünglich von Dr. William Cadogan im Jahr 1760 erbaut wurde.
Im Dezember 1994 wurde die Gemeinde formell durch das Provinzgesetz Nummer 11.610 gegründet. Die Stadt, die in der zentral-östlichen Region der Provinz Buenos Aires liegt, ist bekannt für ihre Grünflächen. Darüber hinaus ist die Stadt auch dafür bekannt, die jüngste in der Provinz Buenos Aires zu sein.

## Sport
Die Stadt Hurlingham gilt als Hochburg britischer Sportarten wie Rugby, Cricket und Golf.

## Persönlichkeiten
- Eliseo Branca (* 1957), Rugbyspieler
- Claudia Fontán (* 1966), Schauspielerin
- Rodrigo Alonso (* 1982), Fußballspieler und -trainer
- Hugo Cuatrín (* 1988), Fußballspieler
- Daiana Falfán (* 2000), Fußballspielerin
- Nehuén Pérez (* 2000), Fußballspieler